# 少年社中
少年社中（しょうねんしゃちゅう）は東京を中心に活動している劇団。主宰は作・演出を担当する毛利亘宏。

## 概要
愛知県名古屋市の東邦高等学校の演劇部出身のメンバーだった毛利亘宏、井俣太良をはじめ、当時名古屋で演劇好きな高校生を集めて劇団少年社中を立ち上げていた佐藤春平ら10人から15人が集団上京し、「早稲田大学演劇研究会（通称：劇研）」の門を叩き、既存だった劇団「東京オレンジ」に所属する。なお、名古屋では第三舞台の『天使は瞳を閉じて』などを公演していた。1997年、東京オレンジを脱退し、自分たちの劇団「少年社中」を新たに結成。旗揚げ公演は、1998年2月の『サムライ・コア』。
幾度かのメンバーの入退団を経ながら、現在までに年1、2本のペースで本公演を上演している。また、同郷である劇団ホチキスと交流があり、2007年と2010年には東京・名古屋での合同公演を行っている。

## 作風
主人公である少年や若者が架空世界を舞台に、様々な人物と出逢い困難を乗り越えて行く、ファンタジー色の強い作風が特徴。

## メンバー
- 毛利亘宏（作・演出・主宰）

俳優陣として下記のメンバーが所属している（2025年2月現在）。
- 井俣太良
- 大竹えり
- 田辺幸太郎
- 廿浦裕介
- 加藤良子
- 杉山未央
- 長谷川太郎
- 山川ありそ
- 内山智絵
- 竹内尚文
- 川本裕之

### 過去に所属していたメンバー
- 岩田有民
- 森大
- 堀池直毅

## 公演リスト
| 上演年 | 回                                      | 作品名                                            | 日程               | 上演場所                                            | 備考・出典                    |
| ------ | --------------------------------------- | ------------------------------------------------- | ------------------ | --------------------------------------------------- | ----------------------------- |
| 1998年 | 旗揚試演会                              | 侍核-サムライ・コア-                              | 1月29日 - 2月2日   | 大隈講堂裏劇研アトリエ                              | [ 3 ]                         |
| 1998年 | 第1回公演                               | EL ALQUIMISTA-アルケミスト-                       | 7月15日 - 22日     | 大隈講堂裏劇研アトリエ                              |                               |
| 1998年 | 第2回公演                               | LIFE IS HARD ディレクターズカット                 | 10月7日 - 14日     | 大隈講堂裏劇研アトリエ                              |                               |
| 1999年 | 第3回公演                               | GHOST JACK-ゴーストジャック-                      | 1月30日 - 2月7日   | 大隈講堂裏劇研アトリエ                              |                               |
| 1999年 | 第4回公演                               | アトランティス                                    | 7月17日 - 25日     | 大隈講堂裏劇研アトリエ                              |                               |
| 1999年 | 第5回公演                               | エレファント                                      | 12月18日 - 24日    | 大隈講堂裏劇研アトリエ                              | [ 4 ]                         |
| 2000年 | 第6回公演                               | slow                                              | 4月8日 - 17日      | 大隈講堂裏劇研アトリエ                              | [ 5 ]                         |
| 2000年 | 第7回公演                               | 光之帝国-The empire of shine-                     | 9月21日 - 10月1日  | 大隈講堂裏特設テント（劇研アトリエX）               | [ 6 ]                         |
| 2001年 | 第8回公演                               | Phantasmagoria                                    | 1月25日 - 2月4日   | 大隈講堂裏劇研アトリエ                              | [ 7 ]                         |
| 2001年 | 第8回公演                               | Phantasmagoria                                    | 4月27日            | パルテノン多摩小ホール                              | [ 7 ]                         |
| 2001年 | 第9回公演                               | ハイレゾ                                          | 1月9日 - 11月18日  | 大隈講堂裏劇研アトリエ                              |                               |
| 2002年 | DEAD TECH WORLD                         | DROP                                              | 3月12日 - 17日     | 大隈講堂裏劇研アトリエ                              |                               |
| 2002年 | 第10回公演                              | YELLOW                                            | 7月10日 - 14日     | ザ・ポケット                                        |                               |
| 2002年 | 第11回公演                              | エレファント                                      | 12月12日 - 25日    | 大隈講堂裏劇研アトリエ                              |                               |
| 2003年 | 第12回公演                              | シナファイ-china fight-                           | 5月23日 - 6月1日   | ザ・ポケット                                        |                               |
| 2003年 | Dead Tech World＃2                      | film star                                         | 11月15日 - 23日    | 新宿シアターモリエール                              |                               |
| 2004年 | 第13回公演                              | ハイレゾ-high resolution-                         | 5月26日 - 30日     | 青山円形劇場                                        |                               |
| 2004年 | 第14回公演                              | アサシンズ-the valley of assassins-               | 11月6日 - 14日     | ザ・ポケット                                        |                               |
| 2005年 | 少年社中リバイバル公演                  | アトランティス                                    | 4月13日 - 17日     | ウエストエンドスタジオ                              |                               |
| 2005年 | 第15回公演                              | リドル- Liddell -ALICE'S ADVENTURES IN WONDERLAND | 10月6日 - 9日      | 青山円形劇場                                        |                               |
| 2006年 | 第16回公演                              | 光の帝国                                          | 3月24日 - 28日     | 青山円形劇場                                        | [ 8 ]                         |
| 2006年 | 第17回公演                              | アルカディア                                      | 8月15日 - 20日     | シアタートラム                                      |                               |
| 2007年 | 第18回公演                              | チャンドラ・ワークス-Chandra Works                | 2月7日 - 12日      | ザ・ポケット                                        |                               |
| 2007年 | 少年社中リバイバルvol.2                 | slow                                              | 5月30日 - 6月3日   | ザ・ポケット                                        |                               |
| 2007年 | 劇団毛利と米山 （シャチキス）第一回公演 | 銭に向け叫ぶ                                      | 8月23日 - 26日     | シアタートラム                                      | [ 1 ]                         |
| 2007年 | 劇団毛利と米山 （シャチキス）第一回公演 | 銭に向け叫ぶ                                      | 9月1日・2日        | 愛知県芸術劇場小ホール                              | [ 1 ]                         |
| 2008年 | 第19回公演                              | カゴツルベ                                        | 1月9日 - 14日      | 吉祥寺シアター                                      |                               |
| 2008年 | 第20回公演                              | アルケミスト                                      | 7月16日 - 21日     | ザ・ポケット                                        | [ 9 ]                         |
| 2009年 | 少年社中×森の太郎                       | LIFE IS HARD                                      | 2月3日 - 8日       | ギャラリールデコ                                    |                               |
| 2009年 | 第21回公演                              | ロミオとジュリエット                              | 8月19日 - 23日     | あうるすぽっと                                      |                               |
| 2009年 | 第22回公演                              | ファンタスマゴリア                                | 10月28日 - 11月1日 | 座・高円寺                                          |                               |
| 2010年 | Dead Tech World＃3                      | 機械城奇譚                                        | 2月26日 - 3月7日   | 劇場MOMO                                            |                               |
| 2010年 | 第23回公演                              | ネバーランド                                      | 6月23日 - 27日     | 青山円形劇場                                        |                               |
| 2010年 | シャチキス 第二弾                       | 伝説との距離                                      | 9月16日 - 19日     | シアタートラム                                      | [ 1 ]                         |
| 2010年 | シャチキス 第二弾                       | 伝説との距離                                      | 9月24日・25日      | 中村文化小劇場                                      | [ 1 ]                         |
| 2011年 | 第24回公演                              | 天守物語                                          | 6月3日 - 12日      | 吉祥寺シアター                                      | [ 10 ]                        |
| 2012年 | 第25回公演                              | ハムレットォ!!                                    | 5月25日 - 31日     | あうるすぽっと                                      | [ 11 ] [ 12 ]                 |
| 2012年 | 少年社中プロデュース                    | モマの火星探索記 〜Inspired by High Resolution〜  | 8月3日 - 12日      | 吉祥寺シアター                                      | [ 13 ]                        |
| 2013年 | 第26回公演                              | ラジオスターの悲劇                                | 5月8日 - 15日      | 吉祥寺シアター                                      | [ 14 ] [ 15 ]                 |
| 2013年 | 第27回公演                              | ヒーローズ                                        | 8月8日 - 18日      | 劇場MOMO                                            |                               |
| 2014年 | 第28回公演                              | 贋作・好色一代男                                  | 2月4日 - 11日      | 紀伊國屋ホール                                      | 2016年にコミカライズ          |
| 2014年 | 第29回公演                              | ネバーランド                                      | 7月8日 - 15日      | 青山円形劇場                                        | [ 19 ] [ 20 ]                 |
| 2015年 | 第30回公演                              | リチャード三世                                    | 3月4日 - 12日      | あうるすぽっと                                      | [ 21 ]                        |
| 2015年 | 第31回公演                              | 旅人食堂                                          | 7月22日 - 8月2日   | 劇場MOMO                                            | [ 22 ]                        |
| 2016年 | 少年社中×東映 舞台プロジェクト          | パラノイア★サーカス                               | 2月26日 - 3月6日   | サンシャイン劇場                                    | [ 23 ] [ 24 ]                 |
| 2016年 | 第32回公演                              | 三人どころじゃない吉三                            | 7月22日 - 31日     | 紀伊国屋ホール                                      | [ 25 ]                        |
| 2016年 | 第32回公演                              | 三人どころじゃない吉三                            | 8月6日 - 7日       | 近鉄アート館                                        | [ 25 ]                        |
| 2017年 | 第33回公演                              | アマテラス                                        | 2月3日 - 13日      | 紀伊国屋ホール                                      | [ 26 ]                        |
| 2017年 | 少年社中・東映プロデュース              | モマの火星探索記 〜Inspired by High Resolution〜  | 8月9日 - 13日      | 天王洲 銀河劇場                                     | [ 27 ]                        |
| 2017年 | 少年社中・東映プロデュース              | モマの火星探索記 〜Inspired by High Resolution〜  | 8月19日 - 20日     | サンケイホールブリーゼ                              | [ 27 ]                        |
| 2018年 | 少年社中×東映 舞台プロジェクト          | ピカレスク◆セブン                                 | 1月6日 - 15日      | サンシャイン劇場                                    | 少年社中20周年記念 第一弾     |
| 2018年 | 少年社中×東映 舞台プロジェクト          | ピカレスク◆セブン                                 | 1月20日 - 21日     | サンケイホールブリーゼ                              | 少年社中20周年記念 第一弾     |
| 2018年 | 少年社中×東映 舞台プロジェクト          | ピカレスク◆セブン                                 | 1月27日            | 岡崎市民会館あおいホール                            | 少年社中20周年記念 第一弾     |
| 2018年 | 第34回公演                              | MAPS                                              | 5月31日 - 6月12日  | 紀伊國屋ホール                                      | 少年社中20周年記念 第二弾     |
| 2018年 | 第34回公演                              | MAPS                                              | 6月22日 - 24日     | ABCホール                                           | 少年社中20周年記念 第二弾     |
| 2018年 | 第35回公演                              | 機械城奇譚                                        | 8月30日 - 9月9日   | ザ・ポケット                                        | 少年社中20周年記念 第三弾     |
| 2019年 | 第36回公演                              | トゥーランドット 〜廃墟に眠る少年の夢〜           | 1月10日 - 20日     | サンシャイン劇場                                    | 少年社中20周年記念 ファイナル |
| 2019年 | 第36回公演                              | トゥーランドット 〜廃墟に眠る少年の夢〜           | 1月24日 - 27日     | 梅田芸術劇場 シアター・ドラマシティ                 | 少年社中20周年記念 ファイナル |
| 2019年 | 第36回公演                              | トゥーランドット 〜廃墟に眠る少年の夢〜           | 1月30日・31日      | ももちパレス （福岡県立ももち文化センター大ホール） | 少年社中20周年記念 ファイナル |
| 2019年 | 第37回公演                              | 天守物語                                          | 8月2日- 12日       | 紀伊國屋ホール                                      | [ 32 ]                        |
| 2019年 | 第37回公演                              | 天守物語                                          | 8月16日 - 18日     | 近鉄アート館                                        | [ 32 ]                        |
| 2020年 | 少年社中・東映プロデュース              | モマの火星探検記                                  | 1月7日 - 20日      | サンシャイン劇場                                    | [ 33 ]                        |
| 2020年 | 少年社中・東映プロデュース              | モマの火星探検記                                  | 2月1日・2日        | 岡崎市民会館 あおいホール                           | [ 33 ]                        |
| 2020年 | 少年社中・東映プロデュース              | モマの火星探検記                                  | 2月7日 - 11日      | サンケイホールブリーゼ                              | [ 33 ]                        |
| 2020年 | 少年社中・東映プロデュース              | モマの火星探検記                                  | 2月15日・16日      | 福岡市民会館                                        | [ 33 ]                        |
| 2021年 | 第38回公演                              | DROP                                              | 9月2日 - 12日      | 紀伊國屋ホール                                      | [ 34 ]                        |
| 2022年 | 第39回公演                              | クアンタム -TIMESLIP 黄金丸-                      | 8月4日 - 14日      | 紀伊國屋ホール                                      | [ 35 ] [ 36 ]                 |
| 2022年 | 第39回公演                              | クアンタム -TIMESLIP 黄金丸-                      | 8月18日 - 21日     | 近鉄アート館                                        | [ 35 ] [ 36 ]                 |
| 2023年 | 第40回公演                              | 三人どころじゃない吉三                            | 6月8日 - 18日      | 紀伊國屋ホール                                      | 25周年記念第一弾              |
| 2023年 | 第41回公演                              | 光画楼喜譚                                        | 9月7日 - 18日      | ザ･ポケット                                         | 25周年記念第二弾              |
| 2024年 | 第42回公演                              | テンペスト                                        | 1月6日 - 21日      | サンシャイン劇場                                    | 25周年記念ファイナル          |
| 2024年 | 第42回公演                              | テンペスト                                        | 1月25日 -28日      | 梅田芸術劇場 シアター・ドラマシティ                 | 25周年記念ファイナル          |
| 2024年 | 第43回公演                              | すいせいむし                                      | 11月15日 - 24日    | 紀伊國屋ホール                                      | [ 40 ]                        |
| 2024年 | 第43回公演                              | すいせいむし                                      | 11月28日 - 12月1日 | 近鉄アート館                                        | [ 40 ]                        |

### ネット配信
- 少年社中ライブストリーム「劇場に眠る少年の夢」（2020年12月16日 - 23日、Streaming+）[注釈 1]

## 主なゲスト
- 生駒里奈
- 矢崎広
- 鈴木拡樹
- 唐橋充
- 中村龍介
- 椎名鯛造
- 宮崎秋人
- あづみれいか
- 小野川晶
- 高崎翔太
- 林修司
- 山岸拓生
- 松田凌
- 橋本祥平
- 鈴木勝吾
- 染谷俊之
- MARiA（メイリア）
- 高本学
- 鳥越裕貴
- 梅津瑞樹
- 木津つばさ
- 廣瀬智紀
- 南圭介
- 川隅美慎
- 村田充